# 鶏冠山駅
鶏冠山駅（けいかんさんえき）は中華人民共和国遼寧省丹東市鳳城市にある、中国鉄路総公司（CR）瀋丹線の駅。1904年に開業。瀋陽駅から197km、丹東駅から73kmの位置にある。瀋陽鉄道局所属の四等駅に設定されている。

## 駅周辺
- 320省道
- 中国聯合通信
- 匯源鴻総合商店
- 中共鳳城市鶏冠山鎮委員会
- 鶏冠山派出所

## 隣の駅
中国国鉄
瀋丹線
秋木荘駅 - 鶏冠山駅 - 袁家堡駅